# メドウレイク
メドウレイク（英語：Meadow Lake）は、カナダ・サスカチュワン州の北西部に位置するタイガにある都市。メドーレイクとも表記する。ロイドミンスターから北東に約246km、ノース・バトルフォードから北に約156kmの距離にある。人口約5,300人。

## 歴史
1799年に交易所として設置され、1931年に村制施行、1936年に町制施行。2009年にサスカチュワン州第14番目の市に昇格した。

## 気候
冬の最低気温は-50℃にも達する。9月、10月が1番オーロラを見られる頻度が高いが他の時期でもまれにでなく見られる。